# Danh sách tiểu hành tinh: 21101–21200
| Tên                   | Tên đầu tiên | Ngày phát hiện       | Nơi phát hiện          | Người phát hiện                  |
| --------------------- | ------------ | -------------------- | ---------------------- | -------------------------------- |
| 21101                 | 1992 OJ1     | 26 tháng 7 năm 1992  | La Silla               | H. Debehogne                     |
| 21102 -               | 1992 OF2     | 26 tháng 7 năm 1992  | La Silla               | E. W. Elst                       |
| 21103 -               | 1992 OB3     | 26 tháng 7 năm 1992  | La Silla               | E. W. Elst                       |
| 21104 Sveshnikov      | 1992 PY      | 8 tháng 8 năm 1992   | Caussols               | E. W. Elst                       |
| 21105 -               | 1992 PU1     | 8 tháng 8 năm 1992   | Caussols               | E. W. Elst                       |
| 21106                 | 1992 PO2     | 2 tháng 8 năm 1992   | Palomar                | H. E. Holt                       |
| 21107                 | 1992 PZ4     | 4 tháng 8 năm 1992   | Palomar                | H. E. Holt                       |
| 21108 -               | 1992 QT      | 31 tháng 8 năm 1992  | Palomar                | E. F. Helin                      |
| 21109 Sünkel          | 1992 RY      | 4 tháng 9 năm 1992   | Tautenburg Observatory | F. Börngen, L. D. Schmadel       |
| 21110 Karlvalentin    | 1992 RC1     | 4 tháng 9 năm 1992   | Tautenburg Observatory | F. Börngen, L. D. Schmadel       |
| 21111 -               | 1992 RP3     | 2 tháng 9 năm 1992   | La Silla               | E. W. Elst                       |
| 21112 -               | 1992 RY3     | 2 tháng 9 năm 1992   | La Silla               | E. W. Elst                       |
| 21113 -               | 1992 RG4     | 2 tháng 9 năm 1992   | La Silla               | E. W. Elst                       |
| 21114 -               | 1992 RS5     | 2 tháng 9 năm 1992   | La Silla               | E. W. Elst                       |
| 21115 -               | 1992 RL7     | 2 tháng 9 năm 1992   | La Silla               | E. W. Elst                       |
| 21116                 | 1992 SO      | 16 tháng 9 năm 1992  | Dynic                  | A. Sugie                         |
| 21117 -               | 1992 SB13    | 30 tháng 9 năm 1992  | Kitami                 | K. Endate, K. Watanabe           |
| 21118 Hezimmermann    | 1992 SB17    | 24 tháng 9 năm 1992  | Tautenburg Observatory | F. Börngen, L. D. Schmadel       |
| 21119                 | 1992 UJ      | 19 tháng 10 năm 1992 | Kushiro                | S. Ueda, H. Kaneda               |
| 21120 -               | 1992 WP      | 16 tháng 11 năm 1992 | Kitami                 | K. Endate, K. Watanabe           |
| 21121 -               | 1992 WV      | 16 tháng 11 năm 1992 | Kitami                 | K. Endate, K. Watanabe           |
| 21122                 | 1992 YK      | 23 tháng 12 năm 1992 | Yakiimo                | A. Natori, T. Urata              |
| 21123 -               | 1992 YP2     | 18 tháng 12 năm 1992 | Caussols               | E. W. Elst                       |
| 21124 -               | 1992 YR2     | 18 tháng 12 năm 1992 | Caussols               | E. W. Elst                       |
| 21125 Orff            | 1992 YZ4     | 30 tháng 12 năm 1992 | Tautenburg Observatory | F. Börngen                       |
| 21126 Katsuyoshi      | 1993 BJ2     | 19 tháng 1 năm 1993  | Geisei                 | T. Seki                          |
| 21127 -               | 1993 BF4     | 27 tháng 1 năm 1993  | Caussols               | E. W. Elst                       |
| 21128 Chapuis         | 1993 BJ5     | 27 tháng 1 năm 1993  | Caussols               | E. W. Elst                       |
| 21129 -               | 1993 BJ7     | 23 tháng 1 năm 1993  | La Silla               | E. W. Elst                       |
| 21130 -               | 1993 FN      | 23 tháng 3 năm 1993  | Lake Tekapo            | A. C. Gilmore, P. M. Kilmartin   |
| 21131 -               | 1993 FQ7     | 17 tháng 3 năm 1993  | La Silla               | UESAC                            |
| 21132 -               | 1993 FN10    | 17 tháng 3 năm 1993  | La Silla               | UESAC                            |
| 21133 -               | 1993 FE11    | 17 tháng 3 năm 1993  | La Silla               | UESAC                            |
| 21134 -               | 1993 FE13    | 17 tháng 3 năm 1993  | La Silla               | UESAC                            |
| 21135 -               | 1993 FL14    | 17 tháng 3 năm 1993  | La Silla               | UESAC                            |
| 21136 -               | 1993 FH19    | 17 tháng 3 năm 1993  | La Silla               | UESAC                            |
| 21137 -               | 1993 FX20    | 21 tháng 3 năm 1993  | La Silla               | UESAC                            |
| 21138 -               | 1993 FS24    | 21 tháng 3 năm 1993  | La Silla               | UESAC                            |
| 21139 -               | 1993 FP26    | 21 tháng 3 năm 1993  | La Silla               | UESAC                            |
| 21140 -               | 1993 FN28    | 21 tháng 3 năm 1993  | La Silla               | UESAC                            |
| 21141 -               | 1993 FD30    | 21 tháng 3 năm 1993  | La Silla               | UESAC                            |
| 21142 -               | 1993 FV30    | 19 tháng 3 năm 1993  | La Silla               | UESAC                            |
| 21143 -               | 1993 FX31    | 19 tháng 3 năm 1993  | La Silla               | UESAC                            |
| 21144 -               | 1993 FA46    | 19 tháng 3 năm 1993  | La Silla               | UESAC                            |
| 21145 -               | 1993 FZ57    | 19 tháng 3 năm 1993  | La Silla               | UESAC                            |
| 21146 -               | 1993 FD67    | 21 tháng 3 năm 1993  | La Silla               | UESAC                            |
| 21147 -               | 1993 FV80    | 18 tháng 3 năm 1993  | La Silla               | UESAC                            |
| 21148 Billramsey      | 1993 HN1     | 16 tháng 4 năm 1993  | Palomar                | C. S. Shoemaker, E. M. Shoemaker |
| 21149 Kenmitchell     | 1993 HY5     | 19 tháng 4 năm 1993  | Palomar                | C. S. Shoemaker, E. M. Shoemaker |
| 21150                 | 1993 LF1     | 13 tháng 6 năm 1993  | Siding Spring          | R. H. McNaught                   |
| 21151                 | 1993 LO1     | 13 tháng 6 năm 1993  | Siding Spring          | R. H. McNaught                   |
| 21152                 | 1993 MB1     | 17 tháng 6 năm 1993  | Palomar                | H. E. Holt                       |
| 21153                 | 1993 MF1     | 18 tháng 6 năm 1993  | Siding Spring          | R. H. McNaught                   |
| 21154 -               | 1993 NS1     | 12 tháng 7 năm 1993  | La Silla               | E. W. Elst                       |
| 21155 -               | 1993 NW1     | 12 tháng 7 năm 1993  | La Silla               | E. W. Elst                       |
| 21156 -               | 1993 QP7     | 20 tháng 8 năm 1993  | La Silla               | E. W. Elst                       |
| 21157 -               | 1993 RC5     | 15 tháng 9 năm 1993  | La Silla               | E. W. Elst                       |
| 21158                 | 1993 RP18    | 15 tháng 9 năm 1993  | La Silla               | H. Debehogne, E. W. Elst         |
| 21159 -               | 1993 ST5     | 17 tháng 9 năm 1993  | La Silla               | E. W. Elst                       |
| 21160 Saveriolombardi | 1993 TJ      | 10 tháng 10 năm 1993 | Stroncone              | A. Vagnozzi                      |
| 21161 -               | 1993 TR1     | 15 tháng 10 năm 1993 | Kitami                 | K. Endate, K. Watanabe           |
| 21162 -               | 1993 TW16    | 9 tháng 10 năm 1993  | La Silla               | E. W. Elst                       |
| 21163 -               | 1993 TJ24    | 9 tháng 10 năm 1993  | La Silla               | E. W. Elst                       |
| 21164 -               | 1993 UZ7     | 20 tháng 10 năm 1993 | La Silla               | E. W. Elst                       |
| 21165                 | 1993 VF2     | 11 tháng 11 năm 1993 | Kushiro                | S. Ueda, H. Kaneda               |
| 21166 -               | 1993 XH      | 6 tháng 12 năm 1993  | Geisei                 | T. Seki                          |
| 21167 -               | 1993 XQ      | 9 tháng 12 năm 1993  | Oizumi                 | T. Kobayashi                     |
| 21168 -               | 1994 AC8     | 7 tháng 1 năm 1994   | Kitt Peak              | Spacewatch                       |
| 21169 -               | 1994 AG10    | 8 tháng 1 năm 1994   | Kitt Peak              | Spacewatch                       |
| 21170 -               | 1994 AL10    | 8 tháng 1 năm 1994   | Kitt Peak              | Spacewatch                       |
| 21171 -               | 1994 CG1     | 7 tháng 2 năm 1994   | Oizumi                 | T. Kobayashi                     |
| 21172 -               | 1994 CK10    | 7 tháng 2 năm 1994   | La Silla               | E. W. Elst                       |
| 21173 -               | 1994 CU10    | 7 tháng 2 năm 1994   | La Silla               | E. W. Elst                       |
| 21174 -               | 1994 CG12    | 7 tháng 2 năm 1994   | La Silla               | E. W. Elst                       |
| 21175 -               | 1994 CP12    | 7 tháng 2 năm 1994   | La Silla               | E. W. Elst                       |
| 21176 -               | 1994 CN13    | 8 tháng 2 năm 1994   | La Silla               | E. W. Elst                       |
| 21177 -               | 1994 CC17    | 8 tháng 2 năm 1994   | La Silla               | E. W. Elst                       |
| 21178 -               | 1994 CJ17    | 8 tháng 2 năm 1994   | La Silla               | E. W. Elst                       |
| 21179 -               | 1994 CL18    | 8 tháng 2 năm 1994   | La Silla               | E. W. Elst                       |
| 21180 -               | 1994 DC      | 16 tháng 2 năm 1994  | Oizumi                 | T. Kobayashi                     |
| 21181 -               | 1994 EB2     | 6 tháng 3 năm 1994   | Palomar                | E. F. Helin                      |
| 21182 -               | 1994 EC2     | 12 tháng 3 năm 1994  | Kitami                 | K. Endate, K. Watanabe           |
| 21183 -               | 1994 EO2     | 9 tháng 3 năm 1994   | Palomar                | E. F. Helin                      |
| 21184 -               | 1994 EC5     | 6 tháng 3 năm 1994   | Kitt Peak              | Spacewatch                       |
| 21185 -               | 1994 EH6     | 9 tháng 3 năm 1994   | Caussols               | E. W. Elst                       |
| 21186 -               | 1994 EO6     | 9 tháng 3 năm 1994   | Caussols               | E. W. Elst                       |
| 21187 -               | 1994 FY      | 31 tháng 3 năm 1994  | Kitami                 | K. Endate, K. Watanabe           |
| 21188 -               | 1994 GN      | 5 tháng 4 năm 1994   | Kitami                 | K. Endate, K. Watanabe           |
| 21189 -               | 1994 JB      | 3 tháng 5 năm 1994   | Stroncone              | A. Vagnozzi                      |
| 21190 -               | 1994 JQ      | 10 tháng 5 năm 1994  | Stroncone              | A. Vagnozzi                      |
| 21191 -               | 1994 JL6     | 4 tháng 5 năm 1994   | Kitt Peak              | Spacewatch                       |
| 21192 Seccisergio     | 1994 NA      | 2 tháng 7 năm 1994   | Stroncone              | A. Vagnozzi                      |
| 21193                 | 1994 PJ1     | 14 tháng 8 năm 1994  | Siding Spring          | R. H. McNaught                   |
| 21194                 | 1994 PN1     | 11 tháng 8 năm 1994  | Siding Spring          | R. H. McNaught                   |
| 21195 -               | 1994 PK4     | 10 tháng 8 năm 1994  | La Silla               | E. W. Elst                       |
| 21196 -               | 1994 PU5     | 10 tháng 8 năm 1994  | La Silla               | E. W. Elst                       |
| 21197 -               | 1994 PS7     | 10 tháng 8 năm 1994  | La Silla               | E. W. Elst                       |
| 21198 -               | 1994 PX7     | 10 tháng 8 năm 1994  | La Silla               | E. W. Elst                       |
| 21199 -               | 1994 PV8     | 10 tháng 8 năm 1994  | La Silla               | E. W. Elst                       |
| 21200 -               | 1994 PU10    | 10 tháng 8 năm 1994  | La Silla               | E. W. Elst                       |